# Ронтини, Кристиан
Кристиан Мангарон Ронтини (итал. Christian Mangaron Rontini известный также, как Ясир Али итал. Yasir Ali; 20 июля 1999, Баньо-а-Риполи, Италия) — итальянский и филиппинский футболист, выступает на позиции центральный защитник и опорный полузащитник. Игрок сборной Филиппин

## Клубная карьера
Является воспитанником итальянской молодёжной команды «Флория-2000». В 2018 году Ронтини присоединился к клубу итальянской Серии D «Санджованнесе», заключив контракт на один год. После первого сезона Ронтини продлил контракт с «Санджованнесе», по которому он оставался в клубе до июня 2020 года. В октябре 2021 года Ронтини подписал контракт с командой развития Азкалс (АДТ) Филиппинской футбольной лиги.

## Международная карьера
Ронтини родился в Италии в семье отца итальянца и матери-филиппинки, что давало ему право представлять Италию или Филиппины на международном уровне. В 2019 году Ронтини входил в состав сборной Филиппин до 22 лет, которая участвовала в Играх Юго-Восточной Азии, принимая турнир в качестве страны-хозяйки. В 2021 году Ронтини был включен в состав Олимпийской сборной команды Филиппин, состоящей из 20 человек, на Играх Юго-Восточной Азии 2021 года, которые прошли во Вьетнаме. Свой первый гол за Филиппины он забил в победной встрече со счетом 4:0 над Восточным Тимором. В 2019 году сообщалось, что Ронтини получил приглашение тренироваться со национальной сборной Филиппин. Ронтини получил свой первый вызов на Филиппины в товарищеском матче против сборной Китая. Он заменил Курта Дизона на 86-й минуте матча, в котором его сборная проиграла со счётом 0:2.

## Голы за сборную Филиппин
В забитых мячах и результатах на первое место ставятся голы Филиппин
| #  | Дата             | Место проведения                                          | Соперник   | Счёт | Результат | Соревнование      |
| -- | ---------------- | --------------------------------------------------------- | ---------- | ---- | --------- | ----------------- |
| 1. | 12 сентября 2023 | Мемориальный стадион имени Хосе Рисаля, Манила, Филиппины | Афганистан | 2-1  | 2-1       | Товарищеский матч |

## Личная жизнь
5 сентября 2023 года в мечети Аль-Ажом в Тангеранге он принял ислам. Приняв ислам, он сменил имя на Ясир Али. Ранее он был христианином. Сильную поддержку к его принятию ислама оказал игрок сборной Узбекистана Джавлан Гусейнов, с которым он вместе играл в индонезийском клубе «Персите Тангеранг».
28 октября 2023 года Ронтини женился на своей девушке Аманде Гонсалес, дочери бывшего игрока сборной Индонезии Кристиана Гонсалеса. Свадебная церемония, состоялась в Королевском павильоне Амбаррукмо в Джокьякарте.